# Rhizón
Rhizón (ógörög Ῥίζων) ókori illír település, majd római város volt a mai Montenegróban, Risan városka helyén. Az enkhelék, ardiaták és daorszok szállásterületeinek határvidékén álló települést az i. e. 4. században városfallal erősítették meg. Az i. e. 3. század közepétől az ardiata Illír Királyság egyik fő erőssége és hadi kikötője volt, az i. e. 2. században saját pénzt is veretett. A római megszállást (i. e. 168) követően neve Risinium, Rhizinium lett, a város és a környék lakóit rhizóniták (Rhizonitae) néven ismerték, és vélhetően itt uralkodott a pénzleleteiről ismert Ballaiosz király. A város fokozatosan romanizálódott, az i. sz. 1. századra több fényűző, mozaikpadlós villának adott otthont. A szláv betörések következtében Risinium az i. sz. 7. század elejére elnéptelenedett.

## Története
A későbbi Rhizóntól délkeletre, a Kotori-öböl partján fekvő Morinj és Lipci területén vadállatokat és geometrikus mintákat ábrázoló őskori sziklavéseteket tártak fel a régészek. Rhizón betelepülésének körülményei nem ismertek, azt sem lehet tudni, területe melyik korabeli illír törzshöz tartozott. Az i. e. 4. századi Pszeudo-Szkülax-féle periplusz a Rhizóni-öböltől délre még az enkhelékről számolt be, a későbbi források pedig az ardiatákat és a daorszokat említették a térségben. Az i. e. 2. századtól a rómaiak a város és a környék lakóit rhizónitákként ismerték. Norbert Jokl nyelvész a Rhizón nevet az ’ered, folyik’ jelentésű albán rrjedh ige egyszerű múlt idejű alakjával,  a rrodha szóval hozta etimológiai kapcsolatba.

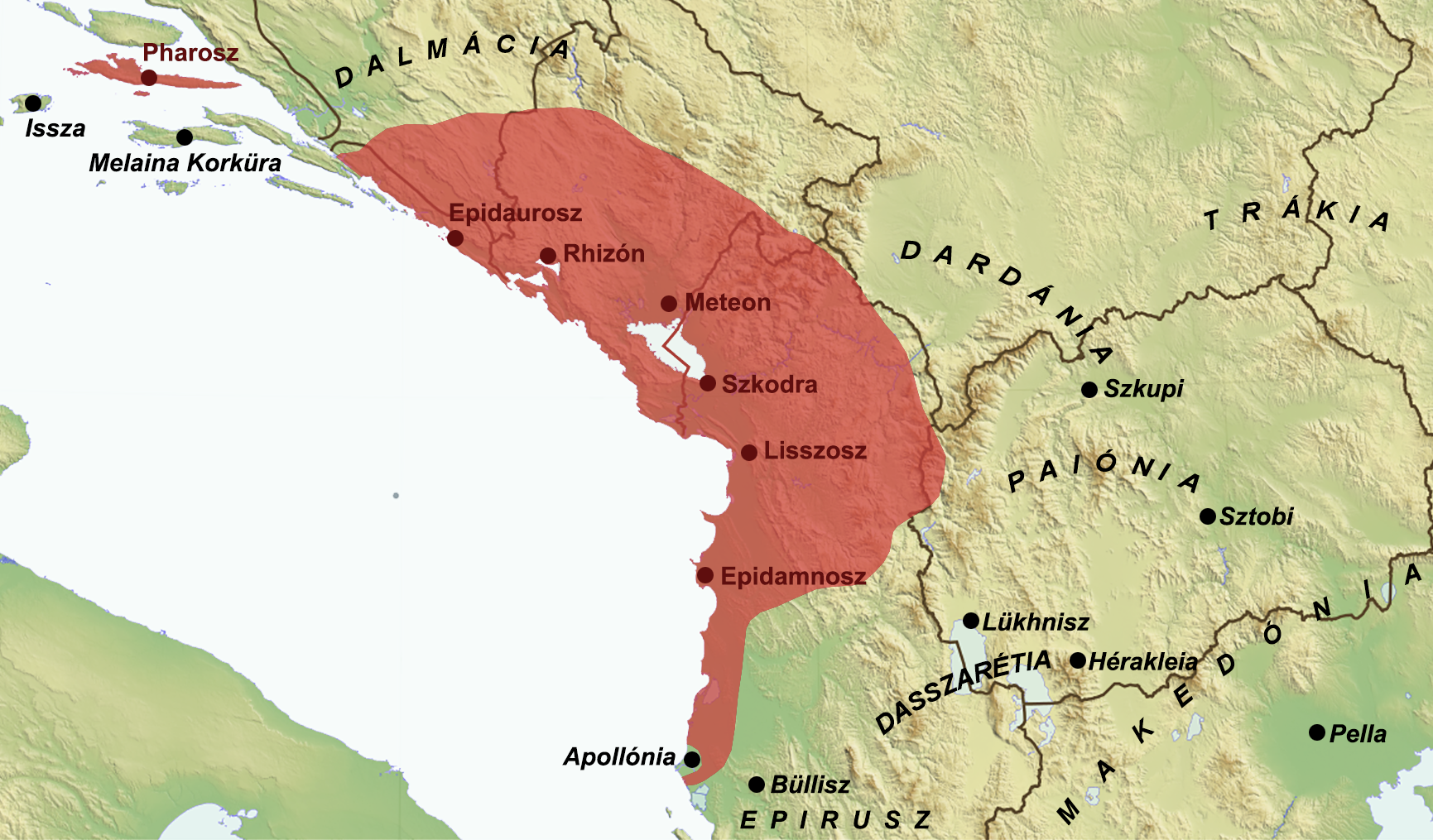
Az Illír Királyság feltételezett területe és főbb települései Agrón uralkodásának végén, (a mai országhatárok jelölésével)

Az i. e. 4. század során városfallal – a Dél-Illíriában elterjedt aiakidészi fallal – kerítették el a magaslaton fekvő felsővárost. A tipikusan illír városias település az i. e. 3. század közepétől, Agrón uralkodásától kezdve az ardiata Illír Királyság északi területeinek egyik fő erőssége volt Meteon, Ulkinion és Buthoé mellett. Ennek köszönhetően az i. e. 3–2. század során főként városépítészeti szempontból hellenizálódott a település, a kikötőnél felépült egy kereskedő-kézműves negyed, amit az i. e. 3. század közepén szintén aiakidészi fallal tettek védetté. Az első római–illír háború idején (i. e. 229–228), miután Teuta királynénak fel kellett adnia Issza ostromát, a rhizóni erődítésbe húzódott vissza a római csapatok elől, amelynek kikötője az illír hadi flotta egyik bázisa volt. Az i. e. 2. század első felében, Genthiosz illír király uralkodása elején Rhizón saját pénzt veretett. Az i. e. 168-ban kitört harmadik római–illír háború elején, miután a rómaiak elkergették Genthiosz katonáit Basszania alól, több más illír várossal együtt Rhizón is önként behódolt a rómaiaknak. A római győzelemmel és az Illír Királyság felszámolásával záruló háborút követően lakói ezért teljes szabadságot és adómentességet nyertek, jóllehet, a rómaiak még i. e. 168-ban helyőrséget telepítettek a városba. A szenátus békerendelkezései értelmében a meghódított illíriai területeket három részre osztották, és ezek legészakibbja a daorszok szállásterülete mellett Rhizón, Aszkrébion és Ulkinion városait is magában foglalta.
A római hódítást követően vélhetően egy illír uralkodó, Ballaiosz uralma alá került a város, akinek ezüst és bronz pénzveretei nagy számban kerültek elő Rhizón és Issza környékéről. A város Risinium néven élte tovább életét, immár a Római Birodalom egyik településeként, amely i. e. 27 után Illyricum provincia része volt. A lakosság csak fokozatosan romanizálódott, idősebb Plinius tanúsága szerint Risinium még az i. sz. 1. században is illír karakterét és kultúráját őrző város volt. Ennek egyik jele, hogy a város védőistensége még e kései évszázadokban is az illír hadisten, Medaurosz volt. Az i. sz. 1–2. századok során több fényűző, mozaikpadlós római villát építettek az alsóvárosban. A 6–7. század fordulóján intenzívvé váló szláv betörések miatt lakói a 7. század elején elhagyták Risiniumot.
Az ókori város maradványait az 1970-es években fedezték fel, és ekkor indult meg feltárásuk is.

## Leírása
Rhizón erődítése és kikötője a mai Montenegró partvidéki részén, a Kotori-öböl északkeleti csücskében feküdt, a mai Risan városka északnyugati-nyugati határában. Az erődítés a ma Gradina néven ismert magaslaton terült el, ennek védelmében, az öböl és a Špilje-patak partján, a mai Carina városrészben állt a kikötő.
A felső- és az alsóváros védművei egyaránt az epiruszi mintákból kiinduló, cikloptechnikával felhúzott aiakidészi fal egyik legészakibb példái. A felsővárosnak az i. e. 4. századból fennmaradt két falmaradványa derékszöget zár be egymással, ebből arra következtetnek, hogy az erőd többé-kevésbé szabályos négyszög alaprajzú volt. Az alsóvárost védő, az i. e. 3. században épült ciklopfalazatot tornyok is tagolták, de az mindmáig tisztázatlan, hogy a két erődítés összeköttetésben volt-e egymással. A kikötő felé egy nagyobb kapu nyílt az alsóváros falán, amelyet feltehetőleg az i. e. 2. században alakítottak ki az alsóváros főutcájának tengelyében. Az ásatások során nagy számban kerültek elő kerámialeletek a felső- és az alsóvárosból egyaránt, de a hellenisztikus korszak köz- és lakóépületei ismeretlenek. Feltárták azonban néhány római villa alapjait, ezek egyikének különösen szép, i. sz. 1. századi mozaikpadlója az elalvó Psyche alakját ábrázolja.